# Strzelanina w szkole w Bremie
Strzelanina w szkole w Bremie – strzelanina w szkole, która miała miejsce 20 czerwca 1913. Do tragedii doszło w katolickiej szkole podstawowej Sankt-Marien-Schule, znajdującej się w Bremie w Cesarstwie Niemieckim (obecnie Niemcy). W strzelaninie zginęło 5 dziewcząt w wieku od 7 do 8 lat. 18 innych dzieci i pięciu dorosłych zostało rannych. Wszystkie ofiary śmiertelne pochodziły z rodzin imigrantów, głównie z Polski.

## Sprawca
Sprawcą był 30-letni Heinz Jacob Friedrich Ernst Schmidt, nauczyciel bez zatrudnienia. Schmidt był prowadzony przez złudną nienawiść do jezuitów, których obwiniał za swoje osobiste nieszczęście i zło tego świata. Zostawił kilka listów, w których również obwiniał ich za to co miało się wydarzyć. Schmidt został po strzelaninie osadzony w szpitalu psychiatrycznym w Ellen, gdzie zmarł w 1932 roku.

## Przebieg strzelaniny
Schmidt uzbrojony był w około 10 pistoletów. Po wejściu do szkoły postrzelił nauczycielkę, a następnie wszedł do sali, w której uczyło się około 65 dziewcząt i otworzył ogień. Trafił 15 z nich, dwie były natychmiast martwe. Następnie zaczął strzelać przez okno do bawiących się na boisku szkolnym chłopców, raniąc pięciu z nich i robotnika, który znajdował się w okolicy. Został zaatakowany w krótkim odstępie czasu zarówno przez woźnego, nauczyciela jak i portiera szkolnego, których również postrzelił. Schmidt został w końcu zatrzymany przez przechodniów, którzy usłyszeli strzały. Policja musiała chronić go przed rozgniewanym tłumem.

## Lista ofiar śmiertelnych
1. Maria Anna Rychlik – zastrzelona na miejscu
2. Elsa Maria Herrmann – zastrzelona na miejscu
3. Sophie Gornisiewicz – podczas ucieczki spadła ze schodów i złamała kark
4. Anna Kubica – zmarła następnego dnia w szpitalu od ran postrzałowych
5. Elfriede Höger – zmarła 4 tygodnie później w szpitalu od ran postrzałowych